# インテリ
インテリ又は、その原語であるインテリゲンチャ（露: интеллигенция、インテリゲンツィヤ、英: Intelligentsia, Intelligentzia）とは、知識階級を指す概念であり、そのような立場にある人を知識人、有識者ともいう。

## 概要
知識階級とも表現されるこの社会的な階層は、主に大学院などで高等な学問を修め、多くの現象を広い見識をもって理解して、様々な問題を解決する知恵を提供したり、その知識によって発見・発明された成果物を提供することによって、社会から対価を得て生活する。
具体的には、作家や経営者として社会や経済を知識によって先導し、また芸術家やクリエイターとして、文化的な創作活動によって、社会に新しい価値観を育んだり、学者として各々の分野を深く探求したり、または教師として教育の場で他を指導する立場を担い、その一方で評論家として道徳やモラルに関する警告を発して社会を律したりする者たちである。その一方で単にインテリと略されている場合は、単に高学歴であるというだけで人生経験が浅く自律性に欠けるといった意味に使われるケースもある。
アルフレート・ヴェーバーが造語し知識社会学者カール・マンハイムが積極的に論じた「自由に浮動するインテリゲンチャ」といった言葉があり、社会学など学問の世界で術語として用いられている。